# Aliza Adar
Aliza Andar (Casablanca, 1º settembre 1948) è un'attrice marocchina naturalizzata italiana attiva nella prima metà degli anni settanta.

## Biografia
Trasferitasi diciottenne in Italia, ha iniziato la sua carriera come modella. Nel 1970 esordisce al cinema nel film Un colpo al cuore, al fianco di Elena Zareschi, successivamente nel 1971 è protagonista nel film di guerra La lunga ombra del lupo, diretto da Gianni Manera e protagonista femminile nel film commedia Lo voglio maschio diretto da Ugo Saitta.
L'ultimo ruolo interpretato è nel lungometraggio drammatico Prigione di donne di Brunello Rondi.

## Filmografia

### Cinema
- Un colpo al cuore (1970)
- La lunga ombra del lupo, regia di Gianni Manera (1971)
- Tara Pokì, regia di Amasi Damiani (1971)
- Lo voglio maschio, regia di Ugo Saitta (1971)
- Prigione di donne, regia di Brunello Rondi (1974)